# Ойзу
О́йзу (эст. Oisu) — посёлок в волости Тюри уезда Ярвамаа, Эстония.

## География и описание
Расположен в 12 километрах к юго-востоку от волостного центра — города Тюри. Граничит с деревнями Вяльяотса, Метсакюла, Ретла, Саареотса и Кяревере. Высота над уровнем моря — 66 метров.
Климат умеренный. Официальный язык — эстонский. Почтовый индекс — 72301.

## Население
По данным переписи населения 2011 года, в Ойзу проживали 319 человек, из них 299 (93,7 %) — эстонцы.
По данным переписи населения 2021 года, в посёлке насчитывалось 283 жителя, из них 253 (91,3 %) — эстонцы.
Численность населения посёлка Ойзу по данным переписей населения:
| Год  | 1959 | 1970 | 1979  | 1989  | 2000  | 2011  | 2021  |
| ---- | ---- | ---- | ----- | ----- | ----- | ----- | ----- |
| Чел. | 80   | ↘ 52 | ↗ 386 | ↗ 482 | ↘ 425 | ↘ 319 | ↘ 283 |

## История
Первое упоминание о деревне на месте нынешнего посёлка относится к 1615 году (Oyes, Öysaby). В 17-м столетии на месте деревни была построена мыза Ойзо (нем. Oiso, эст. Oisu mõis). В 1977 году поселение на месте мызы было названо посёлком Ойзу.
На военно-топографических картах Российской империи (1846–1863 годы), в состав которой входила Эстляндская губерния, обозначены и деревня Ойзо, и мыза Ойзо.
До 1977 года часть посёлка относилась к деревне Вяльяотса.
В 1991–2005 годах посёлок был административным центром волости Ойзу. В советское время в посёлке находилась центральная усадьба одного из самых успешных социалистических хозяйств республики — колхоза «Эстония».

## Инфраструктура
В посёлке работают основная школа Ретла (в 2002/2003 учебном году 163 ученика, в 2009/2010 учебном году 72 ученика), детский сад, Народный дом, библиотека, аптека и почтовая контора. В посёлке расположен центр сельскохозяйственного предприятия ООО «Эстония» (Estonia OÜ).

## Достопримечательности
Достопримечательностью посёлка является природоохранная зона — парк мызы Ойзу (3,6 гектара).

## Программа защиты эстонской архитектуры 20-го столетия
По инициативе Министерства культуры Эстонии, Департамента охраны памятников старины, Эстонской академии художеств и Музея архитектуры Эстонии в период с 2008 по 2013 год в рамках «Программы защиты эстонской архитектуры 20-го столетия» была составлена база данных самых ценных архитектурных произведений Эстонии XX века. В ней содержится информация о зданиях и сооружениях, построенных в 1870—1991 годы, которые предложено рассматривать как часть архитектурного наследия Эстонии и исходя из этого или охранять на государственном уровне, или взять на учёт. В этой базе данных есть объект, расположенный в посёлке Ойзу:
— баня-бассейн-прачечная колхоза «Эстония», улица Техника, 1970—1980-е годы, архитектор А. Ыун, используется, состояние хорошее.